# Arctosa biseriata
Arctosa biseriata este o specie de păianjeni din genul Arctosa, familia Lycosidae, descrisă de Roewer, 1960.
Este endemică în Congo. Conform Catalogue of Life specia Arctosa biseriata nu are subspecii cunoscute.